# George Berkeley (admirał)

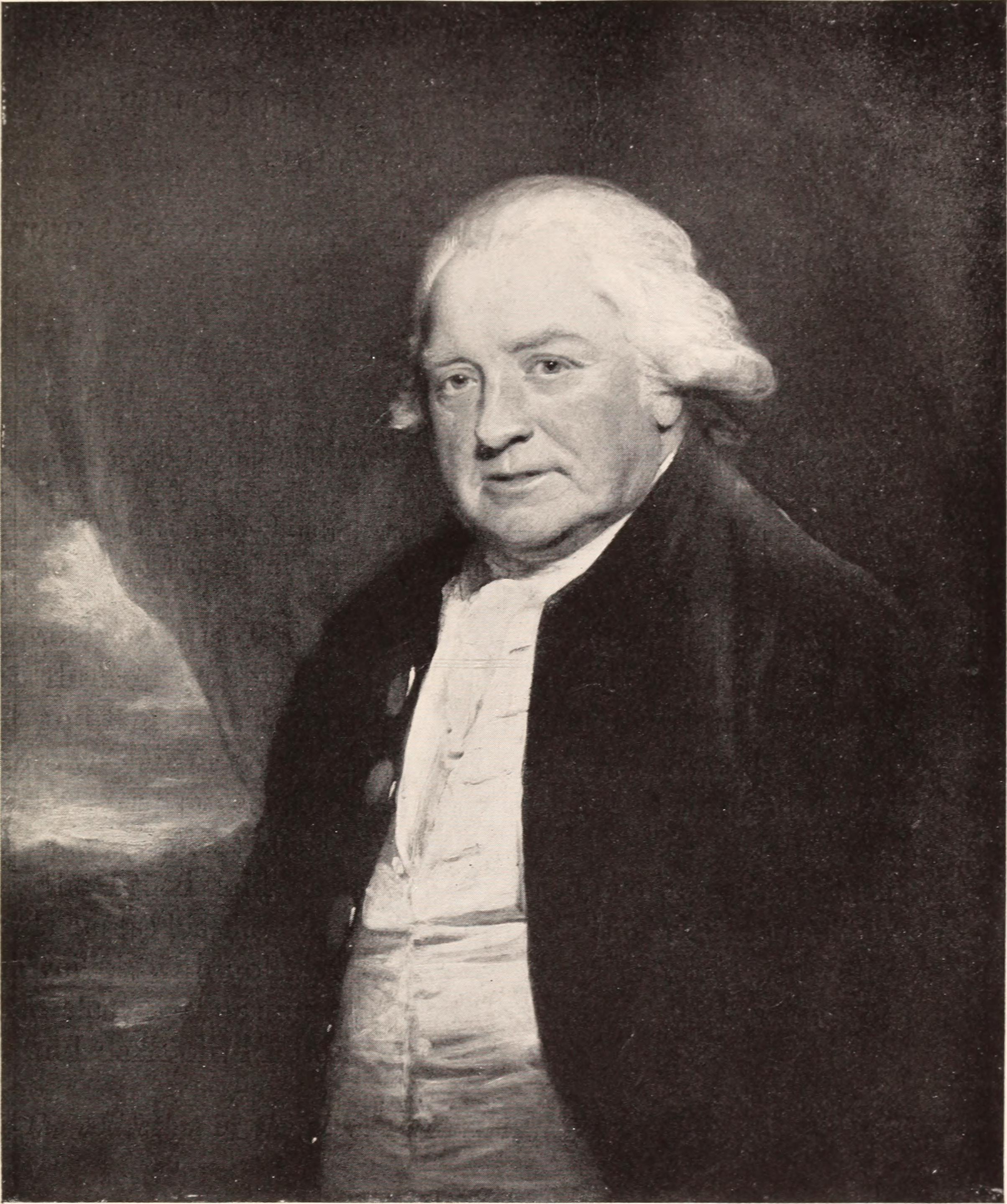
Portret arystokraty autorstwa Williama Beecheya

George Cranfield Berkeley (ur. 10 sierpnia 1753, zm. 25 lutego 1818 w Londynie) – brytyjski arystokrata, polityk i wojskowy, młodszy syn Augustusa Berkeleya, 4. hrabiego Berkeley i Elisabeth Drax, córki Henry’ego Draxa.
Wykształcenie odebrał w Eton College. Po ukończeniu nauki wstąpił do Royal Navy w 1766 r. W latach 1767–1769 służył na HMS Guernsey pod dowództwem Hugh Pallisera. W 1774 r. uzyskał rangę porucznika, w 1780 r. był kapitanem i dowódcą slupu HMS Fairy. Dowodził nim podczas wojny o niepodległość Stanów Zjednoczonych i zdobył 6 amerykańskich statków. W 1799 r. został kontradmirałem, a w 1805 r. wiceadmirałem. Rok później został mianowany dowódcą szwadronu północnoamerykańskiego.
Po przybyciu do swojej siedziby w Halifaksie na Nowej Fundlandii w lipcu 1806 r., głównym problemem Berkeleya była amerykańska pomoc dla walczącej z Anglią napoleońskiej Francji. Wiceadmirał zdecydowany był przerwać handel amerykańsko-francuski. Przeniósł w maju 1807 r. swoją kwaterę główną na Bermudy i polecił swym okrętom zatrzymywać i przejmować amerykańskie statki. Ich załogi były traktowane jak dezerterzy. Napięcie anglo-amerykańskie osiągnęło zenit, gdy okręty Berkeleya zatopiły amerykański statek Chesapeake. Zdenerwowało tą rząd amerykański i Berkeley pisał do Londynu z prośbą o przysłanie dodatkowych oddziałów. Przybyły one w 1808 r. W tym samym roku wiceadmirał został odwołany z Ameryki Północnej. Jego działalność przyczyniła się do wzrostu napięcia w stosunkach brytyjsko-amerykańskich i była jedną z przyczyn wojny 1812 roku.
Tymczasem Berkeley został mianowany dowódcą floty na wybrzeżu portugalskim. 31 lipca 1812 r. otrzymał awans na stopień admirała. W 1812 r. przeszedł na emeryturę. Portugalczycy nadali mu wówczas tytuł Wielkiego Admirała Portugalii. 1 lutego 1813 r. został odznaczony Krzyżem Kawalerskim Orderu Łaźni, a w 1815 r. Krzyżem Wielkim.
Berkeley zasiadał również w latach 1783–1810 w Izbie Gmin jako reprezentant okręgu Gloucestershire. Podejmował również próby dostania się do izby niższej parlamentu w latach 1774 (z okręgu Cricklade) i w 1776 (z okręgu Gloucester). Mimo iż zasiadał w Izbie Gmin przez 27 lat, nic nie świadczy o tym, aby kiedykolwiek zabrał głos podczas obrad Izby.
23 sierpnia 1784 r. poślubił Emily Charlotte Lennox (zm. 19 października 1832), córkę George’a Lennoxa i lady Louisy Kerr, córki 4. markiza Lothian. George i Emily mieli razem dwóch synów i trzy córki:
- Louisa Emily Anne Berkeley, żona Thomasa Hardy’ego, 1. baroneta, miała dzieci
- Grenville Charles Lennox Berkeley, ożenił się z Augustą Leigh, nie miał dzieci
- generał George Henry Frederick Berkeley (9 lipca 1785 - 25 września 1857), ożenił się z Lucy Sutton, miał dzieci, jego synem był George Berkeley, 7. hrabia Berkeley
- Georgiana Mary Berkeley (ok. 1791–1878, żona admirała George’a Francisa Seymoura, wnuka 1. markiza Hertford, miała dzieci
- Mary Caroline Berkeley (18 czerwca 1795 - 10 września 1873), żona Henry’ego FitzRoya, 5. księcia Grafton, miała dzieci